# Coppa di Francia 1997 (ciclismo)
La Coppa di Francia di ciclismo 1997, sesta edizione della competizione, si svolse dal 22 febbraio al 2 ottobre 1997, in 18 eventi tutti facenti parte del circuito UCI. Fu vinta dal francese Nicolas Jalabert della Cofidis, mentre il miglior team fu Française des Jeux.

## Calendario
| Corsa | Data         | Evento                                  | Vincitore                | Squadra         |
| ----- | ------------ | --------------------------------------- | ------------------------ | --------------- |
| 1     | 22 febbraio  | Tour du Haut-Var (1997)                 | Rodolfo Massi            | Casino          |
| 2     | 23 febbraio  | Classic Haribo (1997)                   | Frédéric Guesdon         | Franç. des Jeux |
| 3     | 23 marzo     | Cholet-Pays de Loire (1997)             | Jaan Kirsipuu            | Casino          |
| 4     | 1º aprile    | Parigi-Camembert (1997)                 | Mauro Gianetti           | Franç. des Jeux |
| 5     | 4 aprile     | Route Adélie (1997)                     | Nicolas Jalabert         | Cofidis         |
| 6     | 6 aprile     | Grand Prix de la Ville de Rennes (1997) | Nicolas Jalabert         | Cofidis         |
| 7     | 22 aprile    | La Côte Picarde (1997)                  | Djamolidine Abdoujaparov | Lotto           |
| 8     | 24 aprile    | Grand Prix de Denain (1997)             | Ludo Dierckxsens         | Tönissteiner    |
| 9     | 27 aprile    | Tour de Vendée (1997)                   | Jaan Kirsipuu            | Casino          |
| 10    | 4 maggio     | Trophée des Grimpeurs (1997)            | Davide Rebellin          | Franç. des Jeux |
| 11    | 24 maggio    | À travers le Morbihan (1997)            | Christophe Agnolutto     | Casino          |
| 12    | 7 giugno     | Classique des Alpes (1997)              | Laurent Roux             | TVM             |
| 13    | 31 agosto    | Grand Prix de Ouest-France (1997)       | Andrea Ferrigato         | Roslotto        |
| 14    | 14 settembre | Grand Prix de Fourmies (1997)           | Andrea Tafi              | Mapei-GB        |
| 15    | 21 settembre | Grand Prix d'Isbergues (1997)           | Magnus Bäckstedt         | Palmans         |
| 16    | 28 settembre | Polymultipliée de l'Hautil (1997)       | Mauro Gianetti           | Franç. des Jeux |
| 17    | 2 ottobre    | Parigi-Bourges (1997)                   | Laurent Roux             | TVM             |